# Walther Mayer

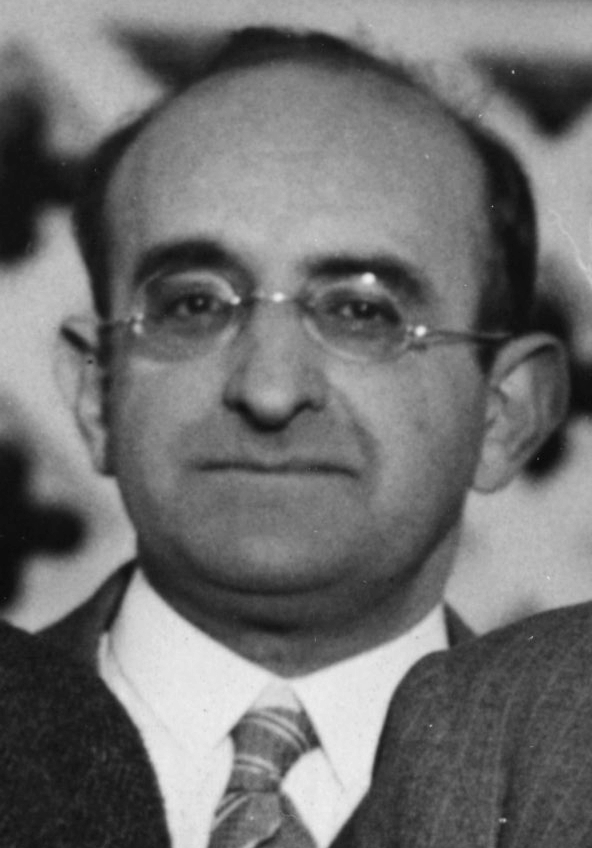
Walther Mayer

Walther Mayer (* 11. März 1887 in Graz; † 10. September 1948 in Princeton) war ein österreichischer Mathematiker.

## Leben
Mayer studierte ab 1907 an der ETH Zürich, ab 1909 an der Universität Wien sowie an der Universität Göttingen und der Sorbonne und wurde 1912 an der Universität Wien über die fredholmsche Integralgleichung promoviert (Anwendung der Fredholmschen Funktionalgleichung auf einige spezielle Randwertaufgaben des logarithmischen Potentials). Im Ersten Weltkrieg war er 1914 bis 1919 Soldat (wobei er in Russland schwer verwundet wurde) und widmete sich danach der Mathematik, wobei er finanziell unabhängig war und ein kleines Kaffeehaus besaß. 1926 habilitierte er sich in Differentialgeometrie und wurde Privatdozent an der Universität Wien, wo sein Vorankommen aber aufgrund der antisemitischen Stimmung an der Universität stark behindert war (Mayer war Jude). Auf Empfehlung von Richard von Mises ging er 1929 zu Albert Einstein als dessen Assistent, zunächst in Berlin und ab 1933 in Princeton. Einstein bestand in den Verhandlungen mit dem Institute for Advanced Study auf Mayer als Assistent in unabhängiger Position. 1933 wurde Mayer dort ständiges Mitglied als Associate (eine Position, die am IAS einzigartig blieb).
Er arbeitete mit Einstein an dessen Programm verallgemeinerter Feldtheorien zur Vereinigung von Elektrodynamik und Gravitation. Zunächst befassten sie sich mit Theorien mit Fernparallelismus und 1930 eine von der Kaluza-Klein-Theorie inspirierte fünfdimensionale Theorie. In Princeton war er als Einsteins Rechner (Einstein’s calculator) bekannt, in den USA veröffentlichte er aber nur noch eine Arbeit mit Einstein (über Semivektoren in Fortsetzung von Arbeiten in Berlin) und wandte sich wieder der Differentialgeometrie und Topologie zu.
Nach ihm und Leopold Vietoris ist die Mayer-Vietoris-Sequenz in der Topologie benannt. Er gab auch eine frühe axiomatische Behandlung der Homologie.

## Schriften
- mit Adalbert Duschek: Lehrbuch der Differentialgeometrie. 2 Bände, Teubner 1930.
- Über abstrakte Topologie. In: Monatshefte für Mathematik. Band 36, 1929, S. 1–42 (Mayer-Vietoris-Sequenzen)
- mit T. Y. Thomas: Foundations of the theory of Lie groups. In: Annals of Mathematics. 36, 1935, 770–822.
- A new homology theory. In: Annals of Mathematics. Band 43, 1942, S. 370–380, 594–605.
- The Duality Theory and the Basic Isomorphisms of Group Systems and Nets and Co-Nets of Group Systems. In: Annals of Mathematics. Band 46, 1945, S. 1–28
- On Products in Topology. In: Annals of Mathematics. Band 46, 1945, S. 29–57.
- Duality Theorems. In: Fundamenta Math. 35, 1948, 188–202.